# Рій (підрозділ)
Стрілецький рій — первинний відділ піхоти в УПА, найменша військова одиниця з 9 — 15 вояків, якою командує підстаршина або ройовий; 3 — 4 рої становлять чоту.
Наразі у Збройних Силах України називається відділенням: аналогічно до радянської назви (рос. «отделение»).
У добу Січових Стрільців, УПА, УНСО рій налічував від 5 до 10 осіб.
Подібною до рою є боївка, але під час Українського визвольного руху 1920—1950 років вона, залежно від конкретних обставин, могла налічувати і більше десяти стрільців.